# Episodi di Angry Birds Toons (terza stagione)
La terza ed ultima stagione della serie animata Angry Birds Toons è stata distribuita per la prima volta dal 1º ottobre 2015 al 13 maggio 2016. In Italia è stata trasmessa su Pop.

## Lista degli episodi
1. Colpo reale
2. Invecchiato
3. riccioli d'oro
4. Per un pugno di cavolo
5. Porcula
6. Un piano di suonata
7. Il Ritratto
8. Risolvere il problema
9. L'età di rabbia
10. Catturare i blues
11. Ultimo Albero in piedi
12. Essere felice
13. Chuck Mania
14. Robo-tilda
15. Mona Litha
16. Lassù nello spazio
17. Scontro tra maggiordomi
18. Giustizia fredda
19. Corto e speciale
20. Brutale contro Brutale
21. Romanticismo in una bottiglia
22. Il maggiordomo l'ha fatto
23. Molestatore
24. bombina
25. Cuocere
26. Tritulatore giocattolo